# 薩雷茲湖

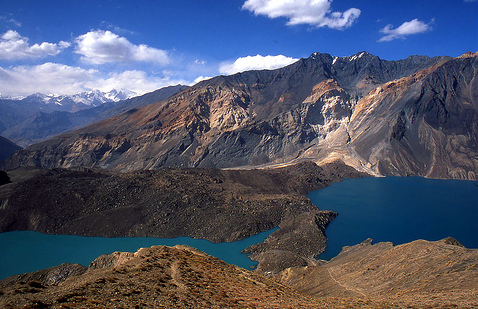
分离萨雷兹湖（右）和沙道湖（左）的烏索伊大壩

薩雷茲湖，或按俄语译为萨列兹湖，是塔吉克斯坦戈爾諾—巴達赫尚自治州境内的堰塞湖，長55.8公里、寬3.3公里，面積79.6平方公里，海拔高度3,214米:4，平均水深201.8米，最大水深505米，蓄水量16.07立方公里，湖岸線長度162公里。下游为巴爾坦格河，上游为穆尔加布河。
堰塞体被称为烏索伊大壩。高约567m，底宽3-4km，基岩深236m，体积22亿m3。目前湖水距离坝顶最低点有45-55m，估计100-120年之后才会漫坝。以70m3/s流量渗过堰塞体，在堰塞体上形成一条长2km，深30-35m的排水渠，流向下游形成巴爾坦格河。

## 形成
1911年2月18日，塔吉克斯坦的穆尔加布河谷发生7.4级大地震导致山体崩塌，滑坡体4500米海拔高处滑下了1800米，形成了世界上最高、体积最大、蓄水最大的天然大坝。大坝堵塞河道，河水积起来形成萨雷兹湖。1913年秋测量时发现湖水每昼夜升高36cm。1914年4月，湖水上升到足够高度导致乌索伊大坝开始渗水，水位上升幅度大为减缓到每昼夜数厘米。此后，历年水位升高幅度不断减少：
- 1915年：36.5m
- 1926年：11.4m
- 1934年：1.1m
- 1946年：1.0m
- 1986年：0.18m

## 巨灾风险
目前，湖区右岸沿着穆兹科尔山脉有一条长2km的构造裂缝，一旦发生大地震，12.5亿m3滑坡体坠入湖中，形成高200-250m的水波，通过堰塞体北部溢出，冲毁堰塞体，在下游河道形成灾难性泥石流。在山谷波高可达150m，在平原水流扩散到20-25km宽，波高15m。最终传播2000多km以4m波高进入咸海。

## 外部連結
- Map of the Usoi Dam - Sarez Lake, Scale 1:110'000 （页面存档备份，存于）
- NASA Earth Observatory photo
- Sarez Risk Mitigation Project （页面存档备份，存于）
- Sarez lake, Rogun HPP, Aral sea ... （页面存档备份，存于）
- “降低萨雷兹湖溃决风险国际项目”，《水利水电快报》2008年第11期。
- “塔吉克斯坦萨雷兹堰塞湖治理研究”，《水利水电快报》2008年第6期。
- Usoi landslide dam and Lake Sarez

（页面存档备份，存于）
1. ↑  刘启芸. . 中国北京市: 社会科学文献出版社. 2010. ISBN 9787509719022.